# Ipomoea oaxacana
Ipomoea oaxacana är en vindeväxtart som beskrevs av Greenman. Ipomoea oaxacana ingår i släktet praktvindor, och familjen vindeväxter. Inga underarter finns listade i Catalogue of Life.